# Gary Bauer
Gary L. Bauer, född 4 maj 1946 i Covington, Kentucky, USA, är en amerikansk politiker, notabel för sina band till evangeliskanska grupperingar och kampanjer.

## Biografi
Bauer genomförde sina studier vid Georgetown College (Kentucky) och Georgetown Law School (Washington D.C.). Efter sina studier började han arbeta på företaget Direct Mail Marketing Association med ansvar för politiska utskick. 
När Ronald Reagan valdes till USA:s president började Bauer arbeta inom Reagan-administrationen. Bauer steg i graderna inom utbildningsdepartementet innan han fick rollen som ordförande för en specialtillsatt arbetsgrupp med fokus på familjen. 
1988 när Reagan lämnade Vita huset övergick Gary Bauer till att bli VD för Family Research Council. Den lilla och dittills okända tankesmedjan, senare klassad som en anti-homosexuell hatgrupp av Southern Poverty Law Center blomstrade under hans ledarskap, antalet anställda ökade tex. från 3 till närmare 120 stycken.
Bauer bildade 1996 en egen plattform i form av Campaign For Working Families, som arbetar med att få kandidater med konservativa familjevärderingar valda till kongressen. Inom loppet av ett par år blev Campaign For Working Families, en av USA:s största förmedlare av kampanjbidrag.
Trots att Gary Bauer aldrig varit invald i något lagstiftande organ, ställde han upp i det republikanska primärvalet 2000. Efter dåliga resultat i de tidiga primärvalsomgångarna drog han sig dock ur, och gav sitt stöd till John McCain.